# Dionisia García
Dionisia García (Fuente-Álamo, 20 marzo 1929) è una poetessa e scrittrice spagnola.
Si è laureata in Filologia Romanza all’Università di Murcia, città in cui risiede stabilmente da oltre trenta anni. Nel suo percorso letterario ampio spazio è dedicato alla narrativa e, soprattutto, alla poesia. Nel 2000 l’Università di Murcia ha istituito un premio di poesia a suo nome. Nel 2021 è stata nominata "Figlia Prediletta" di Fuente-Alamo, suo paese natale, e “Figlia Adottiva” della città di Murcia. Dionisia García è inoltre membro della Real Academia de Bellas Artes di San Telmo.

## Biografia
Dionisia García nasce a Fuente-Álamo, un comune spagnolo situato nella provincia di Albacete, nella comunità autonoma di Castiglia-La Mancia, il 20 marzo 1929. Figlia di Luís García, un piccolo commerciante e di Leoncia Sánchez, che muore quando la piccola Dionisia non ha che due anni.  Il padre Luís si sposa successivamente con Isabel Piqueras Tárragas, che viene considerata dall'autrice stessa come una seconda madre.Dionisia García studia a Fuente-Álamo fino ai 10 anni, per poi proseguire gli studi prima ad Albacete poi a Murcia, dove conosce il marito Salvador Montesinos, dal quale avrà quattro figli: Salvador, Concha, Luisa e Pablo.

## Produzione letteraria
La carriera letteraria di Dionisia García si apre in età adulta, a metà degli anni 70, tuttavia le sue opere vengono subito apprezzate.
L’attività si inaugura con il primo libro di poesie El vaho en los espejos (1976), seguito da Antífonas (1978). Entrambi presentano una riflessione sulla natura della vita e sull’importanza della parola poetica. Dionisia García non si limita soltanto all’attività poetica, diventando condirettrice della rivista di poesia spagnola Tránsito e di Begar Ediciones, dove si pubblicano libri di María Zambrano, Jorge Guillén, José Ángel Valente, Jaime Siles, José María Álvarez e Juan Gil-Albert.
Durante gli anni 80 continua a scrivere poesia e pubblica Mnemosina (1981), i cui temi principali sono la memoria e lo scorrere del tempo. L’anno successivo pubblica Voz Perpetua (1982), dedicato alla morte del padre, Interludio (1987) e Diario Abierto (1986). A metà degli anni 80 inaugura la stagione della prosa con la pubblicazione del libro di racconti brevi Antiguo y Mate (1985).
Agli anni 90 appartengono i libri di poesia Las palabras lo saben (1993) e Lugares de paso (1999), oltre a quelli in prosa Imaginaciones y Olvidos e Ideario de Otoño. In quest’ultimo l’autrice, attraverso aforismi, rivela un mondo intimo e personale.
Dionisia García si dedica inoltre alla realizzazione di un saggio sulla vita e opere della poetessa Murciana Emma Egea, dal titolo Larga vida (Vida y obras de Emma Egea), del 1995. Nello stesso anno la casa editrice Brocal riunisce le opere poetiche di Dionisia García nella raccolta Tiempos del Cantar.
La raccolta di poesie Aun a Oscuras esce dalla Spagna e compare in edizione bilingue nella collezione italiana I quaderni della Valle, Levante Editori, Bari, 2001, con il titolo Anche se al Buio. La traduzione dallo spagnolo all’italiano è realizzata da Emilio Coco, ispanista, poeta e traduttore, conosciuto in Spagna per il suo impegno nel diffondere le opere degli autori spagnoli classici e moderni in Italia e quelle italiane in terra spagnola. La collezione di poesie porta il titolo della sesta delle 20 liriche che la compongono. Negli ultimi due versi della poesia si legge:
Porque al final vences Tú, y aun a oscuras,
Acompaña tu ausencia.
All’inizio del libro, l’autrice cita un pensiero di Simone Weil: ”La mente deve essere vuota, in attesa, non deve cercare alcunché, ma essere pronta ad accogliere nella sua nuda verità l’oggetto che sta per penetrarvi.”
L’albero (El Árbol) è il secondo libro che Emilio Coco traduce in italiano sei anni dopo. Compare in edizione bilingue spagnolo-italiano, pubblicato dalla casa editrice Levante editori di Bari. Dionisia García dedica le poesie che lo compongono ai figli. Il titolo si riferisce all’albero genealogico, i cui rami crescono e si fortificano con il tempo mentre generazioni diverse si ritrovano a condividere un’esistenza comune.
Nel 2004 la casa editrice Renacimiento di Sevilla pubblica Voces detenidas (Aforismos), in cui la poetessa si mette alla prova con il genere letterario dell’aforisma.

## Opere

### Poesie
- El vaho en los espejos, Patronato de Cultura de la Excma. Diputación Provincial, Murcia, 1976. Prologo di Miguel Espinosa.
- Antífonas, Gráficas Muelas, Murcia, 1978. Prologo di Francisco Alemán Sáinz.
- Mnemosine, Adonais, Rialp, Madrid, 1981.
- Voz Perpetua, Málaga, 1982. Edizione non venale.
- Interludio (De las palabras y los días), Col. El Bardo, Los Libros de la Frontera, Barcelona, 1987. Prologo di Manuel Mantero.
- Diario abierto, Trieste, Madrid, 1989.
- Las palabras lo saben, Renacimiento, Sevilla, 1993.
- Tiempos del cantar (Poesía 1976-1993), Col. El Bardo, Los Libros de la Frontera/Editora Regional de Murcia, Barcelona/Murcia, 1995. Studio preliminare di Ana Cárceles, Epilogo di Miguel Espinosa.
- Lugares de paso, Renacimiento, Sevilla, 1999.
- Aun a oscuras, I Quaderni della Valle, Levante Editori, Bari (Italia), 2001.
- El engaño de los días, Tusquets, Barcelona, 2006.
- L´Albero (El árbol), Levante Editori (I Quaderni di Abanico), Bari (Italia), 2007.
- Cordialmente suya (Antología 1976-2007), Renacimiento, Sevilla, 2008.
- Señales, Renacimiento, Sevilla, 2012.
- Atardece despacio (recopilación obra poética), Renacimiento, Sevilla, 2017.
- Mientras dure la luz, Renacimiento, Sevilla, 2021.

### Saggi
- Larga despedida, Vida y obra de Emma Egea, Fundación Enma Egea, Cartagena, 1995.
- Páginas dispersas, Ediciones Tres Fronteras, Murcia, 2008.

### Altre opere
- Antiguo y mate, Editora Regional de Murcia, 1985.
- Imaginaciones y olvidos, Huerga y Fierro, Madrid, 1997.
- El sueño de Pietro Urbina, editorial Renacimiento, Murcia, 2019
- Ideario de otoño, Diputación de Albacete, 1994.
- Voces detenidas, Renacimiento, Sevilla, 2004.
- El caracol dorado, Renacimiento, Sevilla, 2011.
- Correo interior, Renacimiento, Sevilla, 2009.